# Притајено зло: Апокалипса
Притајено зло: Апокалипса (енгл. Resident Evil: Apocalypse) акциони је хорор филм из 2004. године, у режији Александера Вита, по сценарију Пола В. С. Андерсона. Наставак филма Притајено зло, трећи је део филмске серије Притајено зло, по истоименој серији видео-игара. Бележи дугометражни редитељски деби Вита; Андерсон, редитељ првог филма, одбио је посао због других обавеза, али је остао као један од његових продуцената. Мила Јововић понавља своју улогу Алис, а придружили су јој се Сијена Гилори као Џил Валентајн и Одед Фер као Карлос Оливера.
Смештен је непосредно након догађаја из првог филма, где је Алис побегла из подземног објекта који су преплавили зомбији. Сада се удружује са осталим преживелима како би побегла од епидемије зомбија која се проширила на оближњи Ракун Сити. Филм позајмљује елементе из неколико видео-игара игара истоимене серије, попут ликова Валентајн и Оливера, као и негативца, Немезиса. Снимање се одвијало на неколико места у Торонту.
Добио је „углавном негативне критике” за Metacritic и постао је најслабије оцењен филм у серији Притајено зло за Rotten Tomatoes, са оценом од 19%. Зарадивши 129 милиона долара широм света уз буџет од 45 милиона долара, надмашио је приход првог филма. Прати га филм Притајено зло: Истребљење (2007).

## Радња
У претходном филму, бивша безбедносна оперативка Алис и активиста за заштиту животне средине Мет Адисон борили су се да побегну из подземног објекта под називом Кошница, извора епидемије зомбија. Покушали су да разоткрију нелегалне експерименте које је тамо изводила Umbrella Corporation. Филм се завршио тако што су Алис и Адисон приведени и раздвојени.
Umbrella шаље тим у Кошницу да истражи шта се тамо догодило; тим су преплавили зомбији који су се убрзо проширили на оближњи Ракун Сити. Umbrella реагује тако што ставља град у карантин и евакуише значајно особље из њега. Анџела Ашфорд, ћерка истраживача др Чарлса Ашфорда, нестаје након што је доживела саобраћајну несрећу. У међувремену, осрамоћена оперативка Одељења за посебне тактике и спасавање (STARS) Џил Валентајн враћа се у своју бившу станицу да охрабри своје колеге полицајце да евакуишу Ракун Сити. Алис се буди у напуштеној болници и лута градом у потрази за залихама, док Umbrella користи једини мост ван тог подручја да евакуише цивиле. На мосту, Валентајнова се састаје са својим бившим партнером, наредником Пејтоном Велсом. Један од цивила се претвара у зомбија, уједе и зарази Велса. Због тога што је вирус стигао до моста, мајор Тимоти Кејн, вођа снага у Ракун Ситију, запечатио је излаз и приморао становнике да се врате у град.
Након што их је послодавац напустио након неуспелог покушаја спасавања цивила, војници Карлос Оливера и Николај Жуков удружују се са преживелим оперативцима како би одбили нападе зомбија. Њихова позиција је уништена, а Оливера угризен и заражен. На одвојеној локацији, Валентајнову, Велса и новинарку Тери Моралес умало су претворени у зомбије, али их Алис спасава. Umbrella покреће мутираног супервојника Немезиса, који убија преостале чланове безбедносних снага, пре него што крене у лов на Алис. Доктор Ашфорд хакује у градски систем видео-надзора и користи га да контактира Алис и остале преживеле, нудећи им да евакуацију из града у замену за помоћ у потрази за његовом ћерком. Он даје идентичну понуду Оливеру и Жикову и говори да Umbrella намерава да баци нуклеарну бомбу на реши Ракун Сити.
На путу до Анџелине локације, Алис и остали су у заседи Немезиса. Валентајнова убија Велса након што се претворио у зомбија. Алис се сукобљава са Немезисом, али је рањена и приморана да се повуче, одвлачећи Немезиса од остатка групе. Валентајнова и Моралесова настављају заједно, а на путу покупе цивила Л. Џ. Валентајнова упознаје Оливера и они проналазе и спасавају Анџелу, док су Моралесова и Жуков убијени. Анџела открива да је епидемија зомбија настала због вируса који је створио њен отац како би излечио генетску болест од које она пати: само редовним убризгавањем вируса Анџела може да преживи, али мора да узима и антивирусни серум да би спречила претварање у зомбија. Алис користи неки од антивируса да излечи Оливера. Др Ашфорд даје Алис локацију места где се налази хеликоптер. Група стиже до места састанка, али је у заседи безбедносних снага. Мајор Кејн убија др Ашфорда и приморава Алис да се бори против Немезиса. Алис преузима предност над супервојком, али престаје да се бори након што је схватила да је он Мет Адисон, који је мутирао након експеримената.
Немезис се окреће против мајора Кејна и напада безбедносне снаге, али је убијен штитећи Алис. Остали преживели су успели да уђу у хеликоптер. Док преживели беже, нуклеарна бомба детонира изнад града, а настали талас експлозије изазива пад хеликоптера. Алис се жртвује да би спасила Анџелу и убодена је металним штапом. ТВ снимци приписују нуклеарни напад топљењу језгра градске нуклеарне електране, прикривајући умешаност корпорације Umbrella. Алис се буди у истраживачком објекту и бежи уз помоћ Оливера, Валентајнове, Л. Џ. и Анџеле. Док беже, др Александер Ајзакс, запослени у корпорацији, открива да је Алисино бекство заправо део плана.

## Улоге
| Глумац          | Улога                |
| --------------- | -------------------- |
| Мила Јововић    | Алис                 |
| Сијена Гилори   | Џил Валентајн        |
| Одед Фер        | Карлос Оливера       |
| Томас Кречман   | Тимоти Кејн          |
| Софи Вавасир    | Анџела Ашфорд        |
| Разак Адоти     | Пејтон Велс          |
| Џаред Харис     | др Чарлс Ашфорд      |
| Мајк Епс        | Л. Џ. Вејд           |
| Сандрин Холт    | Тери Моралес         |
| Метју Џ. Тејлор | Немезис              |
| Зак Ворд        | Николај Жуков        |
| Ијан Глен       | др Александер Ајзакс |